# Mondropolon
Le mondropolon est une des langues des îles de l'Amirauté, parlée en 2011 par 300 locuteurs en province de Manus, côte nord centrale de Manus.
La plupart des locuteurs utilisent aussi le kurti. C'est une langue SVO.